# سیارک ۳۰۵۵۸
سیارک ۳۰۵۵۸ (به انگلیسی: 30558 Jamesoconnor، نامگذاری:2001OC68)۳۰۵۵۸مین سیارک کشف شده‌است که در ۱۶ ژوئیه ۲۰۰۱ کشف شد.